# 林德利山
81°46′S 159°5′E / 81.767°S 159.083°E
林德利山（英語：Mount Lindley）是南極洲的山峰，位於奧次地的斯塔肖特冰川西岸，處於霍斯金斯山以北7公里，海拔高度1,760米，該山峰由英國探險隊發現。